# فيكتور مكلاغلن
فيكتور مكلاغلن (بالإنجليزية: Victor McLaglen)‏ هو ممثل إنجليزي (من مواليد 10 ديسمبر 1886 في كنت، إنجلترا، المملكة المتحدة). كما أنه من الفائزين بجوائز الأوسكار.

## روابط خارجية
- فيكتور مكلاغلن على موقع IMDb (الإنجليزية)
- فيكتور مكلاغلن على موقع الموسوعة البريطانية (الإنجليزية)
- فيكتور مكلاغلن على موقع روتن توميتوز (الإنجليزية)
- فيكتور مكلاغلن على موقع ألو سيني (الفرنسية)
- فيكتور مكلاغلن على موقع تيرنر كلاسيك موفيز (الإنجليزية)
- فيكتور مكلاغلن على موقع أول موفي (الإنجليزية)
- فيكتور مكلاغلن على موقع قاعدة بيانات الأفلام السويدية (السويدية)
- فيكتور مكلاغلن على موقع إن إن دي بي (الإنجليزية)
- فيكتور مكلاغلن على موقع قاعدة بيانات الفيلم (الإنجليزية)
- فيكتور مكلاغلن على موقع كينوبويسك (الروسية)